# مالينا بيرك
مالينا بيرك هي فنانة كوبية، ولدت في 15 سبتمبر 1958.

## وصلات خارجية
- مالينا بيرك على موقع ميوزك برينز (الإنجليزية)